# Saxifraga burmensis
Saxifraga burmensis är en stenbräckeväxtart som beskrevs av H. Sm. och B.M. Wadhwa. Saxifraga burmensis ingår i Bräckesläktet som ingår i familjen stenbräckeväxter. Inga underarter finns listade i Catalogue of Life.